# Hajducy kapitana Angela
Hajducy kapitana Angela (rum. Haiducii lui Șaptecai) – rumuński film płaszcza i szpady z 1971 roku w reżyserii Dinu Cocei. Czwarty film z serii Haiducii.

## Fabuła
Rok po śmierci kapitana Amzy grupa munteńskich hajduków, w skład której wchodzą wdowa po nim – Anița, Răspopitul, Duduveică, Mitrună, cygańskie małżeństwo Parpanghel i Fira, wędrują po drogach, nie mając nawet koni. Widząc przy studni mężczyznę imieniem Anghel z końmi proszą go o ich sprzedaż, lecz ten odznaczający się wielką siłą pokonuje ich w pojedynkę. Anghel zwany Șaptecaiem zostaje nowym przywódcą hajduków i prowadzi kilka ataków na Arnautów. Ścigany przez władze Anghel prosi towarzyszy o ucieczkę, po czym zostaje złapany i zaprowadzony przed kapitana Arnautów – Mamulosa, ojca Anghela. Mamulos zabiera go na granicę Wołoszczyzny, i zamiast go zabić, wysyła do Siedmiogrodu. Jednak ostrzega, że zabije wszystkich hajduków, jeśli Anghel wróci do kraju.
W Wiedniu fanariocka księżniczka Ralu Caragea, widzi piękną kolekcję biżuterii, należącą niegdyś do Haricleei, żony zmarłego wołoskiego hospodara Hangerliego, która utonęła w Dunaju, obecnie w posiadaniu wiedeńskiego księcia. Ten, chcąc spłacić długi, zamierza sprzedać biżuterię i prosi Ralu o milion galbenów, które musi zebrać w ciągu dwóch miesięcy. Ojciec Ralu, nowy wołoski hospodar na jej prośbę i sugestię swego kuzyna Ianiego, zgadza się przywrócić urząd văcărita, mimo sprzeciwów patriarchy Konstantynopola. Văcăritem zostaje Mamulos, który pod groźbą szubienicy bezwzględnie egzekwuje od ludności pobranie ich dobytku. W wyniku jednego z aurnauckich najazdów ginie matka Anghela, który na wieść o tym decyduje się na powrót do Wołoszczyzny. 
W Bukareszcie Anița zostaje przyjaciółką i powiernicą Ralu. Na jej dworze wdaje się w romans z poetą Raulem, mimo że jest żoną starego karczmarza Manolache. W ich wspólnej karczmie Anița podsłuchuje Ianiego spiskującego wraz z osmańskimi wysłannikami. Chce on zająć tron w miejsce swojego kuzyna w zemście za zrujnowanie swego ojca i obiecuje w zamian dać sułtanowi zbierany przez hospodara milion galbenów. Hajducy pod wodzą Anghela wznawiają działalność walcząc z Arnautami. Za jego głowę wyznacza się 500 galbenów nagrody oraz surowe kary dla tych, co go wspomagają. Mamulos w końcu dopada Anghela na trzcinowiskach, jednak znów daruje mu życie.
Gdy na rozkaz Ralu kochanka hospodara – Sevastița została publicznie wychłostana nago, Mamulos przybywa z ciałami zabitych hajduków, które się wiesza przed pałacem w Mogoșoaia. Nocą Anghel zabiera zwłoki zmarłych towarzyszy, by zostały pochowane przez ich rodziny.  Iani dowiaduje się, że Anghel żyje i planuje dywersję, aby milion galbenów nie wpadł w ręce hajduków. W swoje 20. urodziny Ralu otrzymuje od ojca posag w wysokości miliona złotych monet i oświadcza, że skrzynie z nimi będą eskortowane do Stambułu przez Mamulosa. Konwój zostaje zaatakowany przez Anghela poinformowanego przez Anițę, ale skrzynia, w której miały znajdować się pieniądze, jest pusta.
Oskarżony o zdradę stanu za uwolnienie Anghela, Mamulos zostaje skazany przez władcę na dożywotnie więzienie. Udaje mu się uciec i ze swymi ludźmi ponownie podąża za banitami. Prawdziwy transport galbenów wyruszył z Drumul Coconilor do Wiednia w towarzystwie Ianiego i Ralu. Zaatakowana przez człowieka Ianiego Anița zostaje uratowana przed śmiercią przez Anghela, który dowiaduje się o trasie transportu pieniędzy. Hajducy podążają śladami posagu, ale czekają na nich Arnauci Mamulosa. Anghel rani nożem Mamulosa, ale zostaje aresztowany i skazany na pracę w kopalni.

## Obsada
- Florin Piersic – Anghel Șaptecai
- Petre Gheorghiu-Dolj –
  - Anghel Șaptecai (głos),
  - jeden z hajduków
- Marga Barbu – Anița
- Colea Răutu – kapitan Mamulos
- Aimée Iacobescu – księżniczka Ralu Caragea
- Nucu Păunescu – hospodar Caragea
- Constantin Codrescu – Ianuli „Iani” Arnolto
- Toma Caragiu – hajduk Răspopitul
- Florin Scărlătescu – były skarbnik Dudescu
- Nicolae Gărdescu – karczmarz Manolache Belivacă
- Constantin Guriță – hajduk Duduveică
- Ileana Buhoci-Gurgulescu – Fira
- Jean Constantin – Parpanghel
- Mariela Petrescu – Sevastița
- Carmen Maria Strujac – Caliopi Arnolto
- Theo Partisch
- Rudolf Chati – wiedeński książę
- Constantin Lungeanu
- Aurel Rogalschi – wysłannik sułtana
- Ștefan Tapalagă – mieszkaniec stolicy
- Aurel Cioranu – poeta Raul
- Mihai Mereuță – hajduk Găman
- Dorel Iacobescu
- Manea Enache
- Vasile Boghiță – hajduk
- Mihai Badiu – Arnaut
- Mircea Pascu – mieszkaniec stolicy

## Produkcja
Hajducy kapitana Angela zostali nakręceni latem i jesienią 1970 roku, razem z dwoma innymi filmami stanowiącymi całość fabularną: Posag księżniczki Ralu i Tydzień szaleńców. Zdjęcia trwały 8 miesięcy i trwały do pierwszego kwartału 1971 roku, był też okres przerwy, spowodowany chorobą Constantina Codrescu. Koszty produkcji wyniosły 4,3 tys. lei.
Początkowo miały powstać dwa filmy fabularne, ale ze względu na trudności finansowe zdecydowano się na rozłożenia scenariuszy na trzy filmy, które miały powstać w wspólnym okresie zdjęciowym, a następnie z przedłużoną postprodukcją na ponad 15 miesięcy.
Zdjęcia kręcono w Sybinie, Bukareszcie, Mogoșoaia, Rucăr, Dragoslavele, w dolinach Dâmbovița, w Târgoviște, Sinaia, Căldărușani oraz w wąwozie Ialomiței. Niektóre sekwencje z tego filmu zostały nakręcone w Pałacu Królewskim w Mogoșoaia oraz w Hanul Manuc. Konfrontację Anghela i Mamulosa na początku i końcu filmu kręcono obok formacji górskich Sfinks z Bucegi i Babele. Florin Piersic w tym filmie i dwóch następnych z serii został zdubbingowany przez aktora Petre Gheorghiu-Dojla. Lucian Purdea był mistrzem bitwy.
Muzykę wykonała Orkiestra Symfoniczna Opery Rumuńskiej pod batutą Anatola Chisadjiego. Piosenki śpiewane w filmie przez Anițę (m.in. „Cine iubește și lasă”) pochodzą z nagrania dźwiękowego wykonanego przez Marię Tănase.

## Odbiór
Hajducy kapitana Angela odnieśli wielki sukces w kinach rumuńskich; obejrzało go ponad 6 mln widzów. W ten sposób zajmuje 18. miejsce w czołówce najchętniej oglądanych filmów rumuńskich wszech czasów, o czym świadczy komunikat prasowy Uniunii Autorilor și Realizatorilor de Film din România z 2006 roku.
Krytyk Tudor Caranfil nie przyznał filmowi żadnej gwiazdki z pięciu i skomentował: „Łatwość, z jaką Piersic zajmuje miejsce »w biegu« Emanoila Petruț, który popadł w niełaskę autorów serii, jest zadziwiająco arbitralna. Nie wydaje się, aby nawet dziewczyna kapitana wyjętego spod prawa zauważyła zamianę, której ofiarą padł protagonista, choć 6 milionów widzów było świadkami tego zjawiska. Inaczej: szarża, wulgarność, tani melodramat bałkańskiej operetki. Reżyser podpiera w niepewnej konstrukcji scenariuszem zatwierdzonym przez Eugena Barbu.”